# ヒカリ (合唱曲)
ヒカリは、日本の合唱曲である。多くの中学生、高校生によって歌われている。

## 概要
作詞は瀬戸沙織、作曲は松下耕。
作詞した当時、瀬戸は広島県の中学三年生だった。歌詞には、瀬戸が、NHK全国学校音楽コンクール70回記念として行われた一般課題曲応募で優秀作品となった詩が使われている。詩集「希望」(NHK全国学校音楽コンクール　第70回記念課題曲応募詩　優秀作品集)に掲載されている。。中学生向け混声三部合唱曲として混声合唱曲集「New Chorus Friends」6訂版に収録される。後に混声四部合唱版も作曲され、ピース譜としてPanamusicaより出版された。

## 特徴
- 始めは4分の4拍子で始まり、「満たされない心に」からは、8分の6拍子となる[4]。
- 段々と光が差していくような歌詞とテンポ[4]。